# BMW X6
BMW X6 je luksuzni terenac koji ima dizajn coupea. Službeni naziv je SAC odnosno Sports Activity Coupe. Motori i sve ostalo je preuzeto s X5 modela.

## Prva generacija (E71)
Prva generacija, model E71 se proizvodi od 2007. godine. Platforma je s X5 modela a motori su novi te su uvedeni i u X5 model nakon facelifta. Za X6 M inačicu pogledajte BMW X6 M članak.

## Vanjska poveznica
- Arhivirana inačica izvorne stranice od 10. ožujka 2012. (Wayback Machine)